# ارباب/برده (بی‌دی‌اس‌ام)

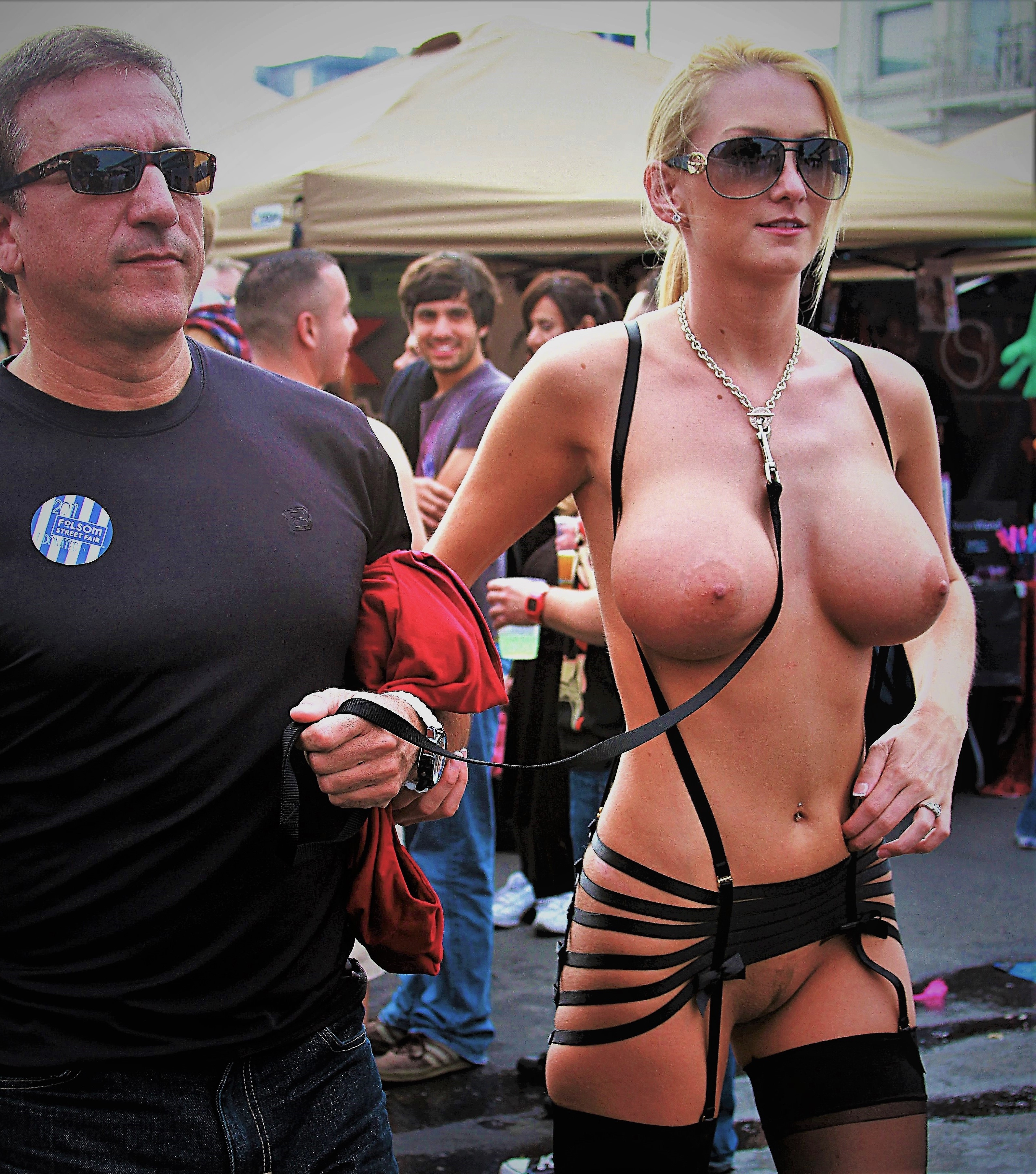
یک زن مطیع در نمایشگاه خیابان فولسوم برهنه می‌شود. او یک قلاده دارد که یک انتهای آن توسط مسترش نگهداری می‌شود.

در بی‌دی‌اس‌ام، ارباب/برده، اس/ام یا برده داری جنسی (به انگلیسی: M/s, Master/Slave, Sexual slavery) رابطه‌ای است که در آن فرد در یک رابطه نظامند، که در آن جایگاه یکی از طرفین به عنوان شخص مفعولی و دیگری تحت عنوان فرد فاعلی تعیین می‌شود و طی آن فرد مفعولی به دیگری خدمت می‌کند. برخلاف ساختارهای سلطه‌گر و مطیع که در بی‌دی‌اس‌ام وجود دارد و در آن عشق است که غالباً ارزش اصلی محسوب می‌گردد، در رابطه ارباب و برده خدمت کردن و اطاعت جزو ارزشهای اصلی این نوع گرایش محسوب می‌شود. شرکت کنندگان ممکن است از هر جنسیت یا گرایش جنسی باشند. در این سبک از رابطه، به دلیل ارتباط اصطلاح ارباب و برده با حقوق مالکیت یک ارباب به بدن برده‌اش به عنوان مال یا دارایی، از اصطلاح «برده» استفاده می‌شود. اربابان در این رابطه اگر مرد باشند مستر «ارباب» خوانده می‌شود و اگر زن باشند هم به شکل «ارباب» و هم به صورت «میسترس» خوانده می‌شوند. انتخاب بین این دو برای ارباب زن ممکن است به این بستگی داشته باشد که آیا آنها تحت فرهنگ چرمی پوشی قرار دارند یا نسبت به اصول اساسی و پایه‌ای رابطه بی‌دی‌اس‌ام عمل می‌کنند، یا سادگی و سرراستی در کار را ترجیح می‌دهند.
برده‌داری جنسی در بی‌دی‌اس‌ام، هم یک خیال پردازی جنسی است و هم نقش آفرینی جنسی. مستر یا برده ممکن است از هر شخص یا گروهی باشد، شکل غالبی این رابطه نیز این است که یک فرد مسلط یا یک زوج مسلط متعهد و معتمد دارای یک یا چند برده باشد. یک برده و ارباب جنسی درگیر در این رابطه می‌توانند برآمده از هر جنسیت، هویت جنسی یا موقعیتی باشند.
رابطه ارباب/برده (یا مالک/دارایی) بدون ارتباط با اصول قانونی برده‌داری تاریخی یا برده‌داری مدرنی است که توسط قوانین اکثر کشورها ممنوع شده چرا که این رابطه بر پایه رضایت و اجماع طرفین بنا شده.

## واژه‌شناسی

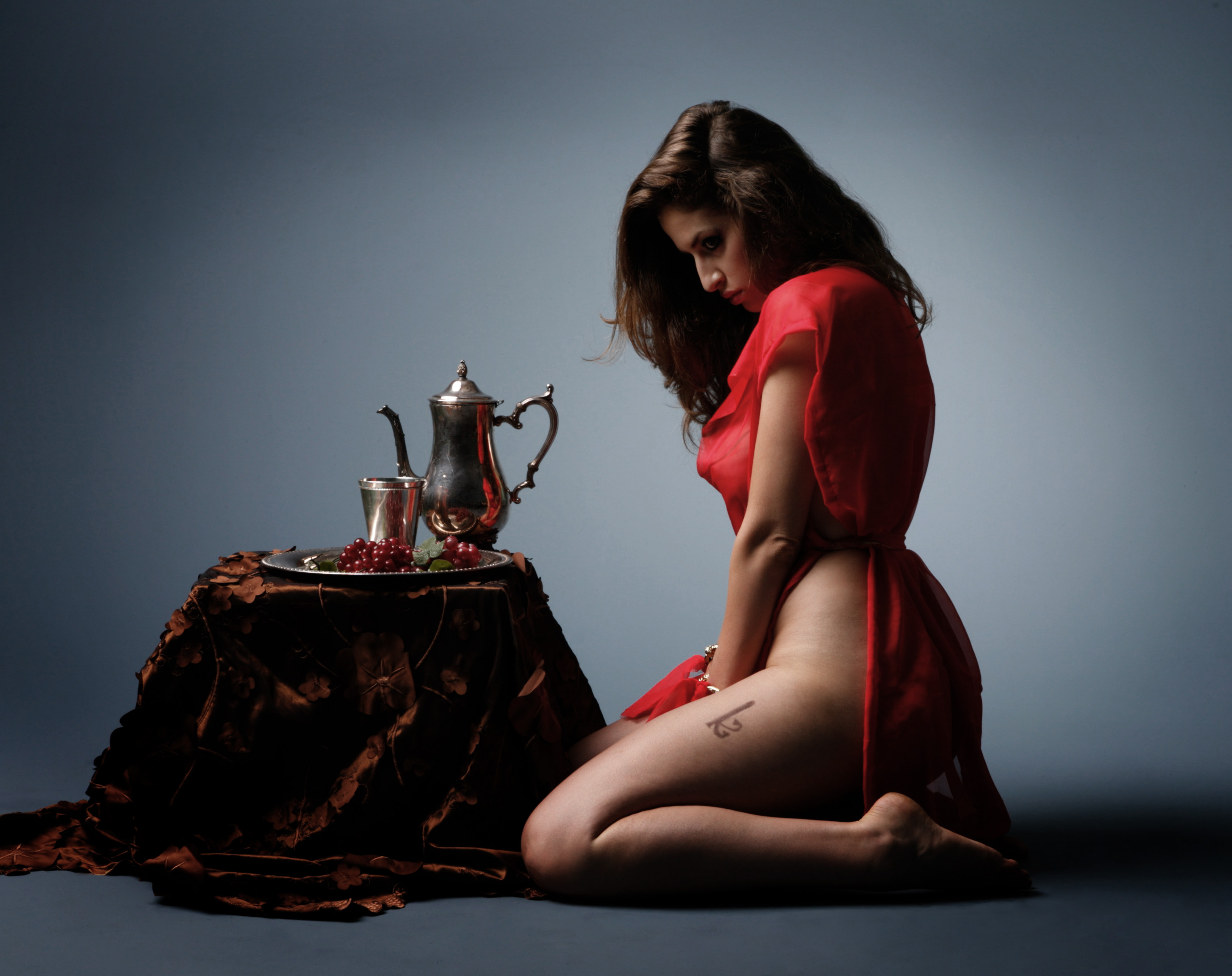
مدل لباس به عنوان برده داستانی کجیرا از رمان‌های جان نورمن گور

اصطلاح «برده» به جای «برده جنسی» استفاده می‌شود زیرا سکس و رابطه جنسی در این نوع گرایش به صورت الزامی جزء ضروریات کار نیست. در بی‌دی‌اس‌ام، یک برده ارائه کننده نوع خاصی از تسلیم شدن است. همه مطیع‌ها و سلطه پذیران برده محسوب نمی‌شوند، اگرچه همه برده‌ها به‌طور عادی تسلیم روابط می‌شوند. با این حال، برخی که خود را «برده» می‌نامند، ممکن است تنها در یک زمینه/فعالیت جنسی؛ مطیع باشند، در حالی که دیگران ممکن است در سایر جنبه‌های رابطه، «برده جنسی» یا «برده» مطیع باشند.

## برده
در خارج از جامعه بی‌دی‌اس‌ام، رابطه ارباب/برده گاهی نوعی برده‌داری جنسی اجماع تلقی می‌شود. در بی‌دی‌اس‌ام، بردگی نوع خاصی از تسلیم شدن است. رابطه ارباب/برده به رابطه بین افراد درگیر اشاره دارد و لزوماً نیازی به اعمال جنسی یا غیره ندارد، اگرچه فعالیتهای جنسی معمولاً می‌تواند جنبه‌ای از رابطه باشند. جنبه جنسی می‌تواند متعارف باشد و نه لزوماً بر پایه اصول بی‌دی‌اس‌ام. یک برده همچنین می‌تواند یک مازوخیسم یا مفعول باشد. اما همیشه این‌طور نیست.
برخی از شرکت کنندگان این رابطه را نقش‌بازی جنسی می‌دانند و برخی دیگر آن را بر اساس یک سبک زندگی مبتنی بر تعهد، طولانی مدت و اطاعت نمودن می‌دانند.

## نمادها و آئین‌ها
اَشکال مختلفی از نمادگرایی گاهی برای بیان رابطه ارباب/ برده استفاده می‌شود. این موارد عبارتند از پوشیدن قلاده صاحب، ثبت نام در فهرست بردگی، یا بعضاً اعمال تغییرات حقوقی همچون اسم انتخاب شده توسط ارباب، یا شرکت در یک مراسم تشریفاتی.
برخی از افراد قرارداد بردگی تنظیم می‌کنند که در مفاد آن نوع رابطه را با جزئیات مشخص بیان می‌کند. این قراردادها همچنین ممکن است علاوه بر تمهیدات جنسی، با تمهیدات داخلی (مانند پاکیزگی، وظایف خانگی) و مسائل مربوط به روابط بین فردی (مانند مباحث مورد مناقشه، زبان و غیره) سروکار داشته باشد. به‌طور معمول، طرفین شرط می‌کنند که ارباب در کلیه امور مربوط به بدن و رفتار برده، از جمله لباس زیر و سایر لباس‌ها، روابط اجتماعی خارج از چهارچوب و غیره حق اعمال نفوذی انحصاری دارد. اگرچه چنین قراردادهایی به لحاظ قراردادهای حقوقی قابل اجرا نیستند، اما می‌توانند برای تعریف محدودیت‌ها و تعهدات بین امضاکنندگان و همین‌طور برای مستندسازی رابطه‌ای که بین آنها تعریف شده‌است، مفید باشند.
در بعضی از آیین‌های سنتی، پس از امضای قرارداد برده، تعهد به رابطه طی یک مراسم «قلاده‌زنی» جشن گرفته می‌شود که می‌تواند ساده یا مفصل باشد یا ممکن است توسط برخی از دوستان به عنوان شاهد مراسم، اجرا شود. سپس برده یک قلاده می‌پوشد تا به‌طور علنی تسلیم شده و مالکیت توسط اربابش را اعلام کند. قلاده ممکن است یک تکه گردنبند بوده، یک دستبند یا هر زیورآلات دیگری که نماد وضعیت بردگیست باشد.

## آموزش برده
آموزش برده‌ها یک فعالیت در بی‌دی‌اس‌ام است که معمولاً شامل یک تغییر جایگاه قدرت که در نتیجه توافق بین دو نفر پدید آمده می‌باشد. نقش یک ارباب یا میسترس و یک نفر نیز نقش برده را بر عهده دارند. هدف این است ارباب رفتار برده را به روشی تغییر دهد مورد خوشایند خود باشد، به عنوان مثال آموزش برده برای پیروی از مجموعه ای از قوانین یا دستورهایی که ارباب یا دومیناتریکس وضع کرده‌است.
برخی از ارباب‌ها با استفاده از مدل‌هایی مانند سلسله مراتب نیازهای مازلو ، رویکردی کل نگر در مورد نگهداری و تربیت بلند مدت برده خود اتخاذ می‌کنند.
بسته به رابطه، ممکن است یک یا چند برنامه آموزشی برخی از اشکال آموزش عدم تمایل و شرطی‌سازی را نیز دربرداشته باشد.  این آموزش‌ها می‌تواند شامل استفاده از اسپنکینگ، استفاده از محدودکننده‌های بدنی یا بستن برای تشویق پیروی از قانون باشد، و به برده دلیل خاصی برای پیروی ارائه دهد.  اگر کارآموز نیز یک مازوخیست باشد، ممکن است دوری از درد جسمی کنار گذارده شود، در این حالت ممکن است از فشار روانی یا عاطفی استفاده شود تا نتیجه مطلوبی را که مجازات می‌خواهد ایجاد کند. 

## ماهیت رابطه
برده داری جنسی یک تغییر در قدرت توسط مطیع حاکم است، اگرچه دامنه تسلیم اختیار ممکن است محدود باشد و در هر زمان پس گرفته شود.
انواع فعالیتهایی که ممکن است از برده جنسی انتظار برود، معمولاً از قبل تعریف شده و بعضی مواقع در یک قرارداد بردگی، که سندی بدون ارزش حقوقیست و بیانگر خواسته‌ها، محدودیت‌ها و انتظارات طرفین است، مورد توافق و امضا قرار گرفته‌است. اغلب انتظار می‌رود که برده اعمال جنسی انجام دهد، اگرچه به‌طور معمول بسیاری از فعالیت‌های گرایش محور پیشتر به‌طور واضح مورد مذاکره قرار می‌گیرند، از جمله لباس، رژیم، محدودیت گفتار، امور خانگی و برنامه زمانی، جزئیات نیز ممکن است در حیطه اختیارات مستر یا میسترس باشد. به‌طور معمول و پیش از آغاز روابط اینکه طرفین درگیر تنها با هم رابطه داشته باشند یا چندین شریک دیگر داشته باشند مورد مذاکره قرار می‌گیرد، در صورت امکان اجازه تعامل و برقراری رابطه جنسی با افراد دیگر نیز در این حیطه می‌گنجد. به طریق دیگر، یک ممکن است انتظارات از یک برده جنسی بدین گونه باشد که همان کارکردهایی را که یک برده مطیع (ساب) ارائه می‌دهد را انجام دهد، از جمله پوشیدن لباس‌های بسیار عریان، مشترک بودن بین چند فاعل، پوشیدن قلاده یا زخمی افسار، فعالیت‌های سادومازوخیستی یا بسته شدن.
"رابطه" مستر و اسلیو معمولاً یک رابطه طولانی مدت است و در طول مدت با روابط عادی قابل مقایسه است درحالی‌که یک رابطه "غالب (دام)/مطیع (ساب) "می‌تواند مدت مشابهی داشته باشد یا فقط برای مدتی کوتاه در حد چند ساعت انجام گیرد. بسته به قرارداد آنها، یک برده جنسی می‌تواند توسط ارباب خود معاوضه شود، وی می‌تواند این کار را توسط باشگاه‌های جنسی یا شبکه‌های اجتماعی مبتنی بر اینترنت انجام دهد.

انتظار می‌رود برده‌ای که طی مدت زمان مورد توافق در خدمت اربابش بوده پس از پایان زمان آزاد شود، مگر اینکه در مورد مدت بردگی مذاکره شود. یک برده ممکن است در هر زمان بتواند رضایت خود را از رابطه ابراز کرده و به‌طور مؤثری رابطه برده را باطل کند.

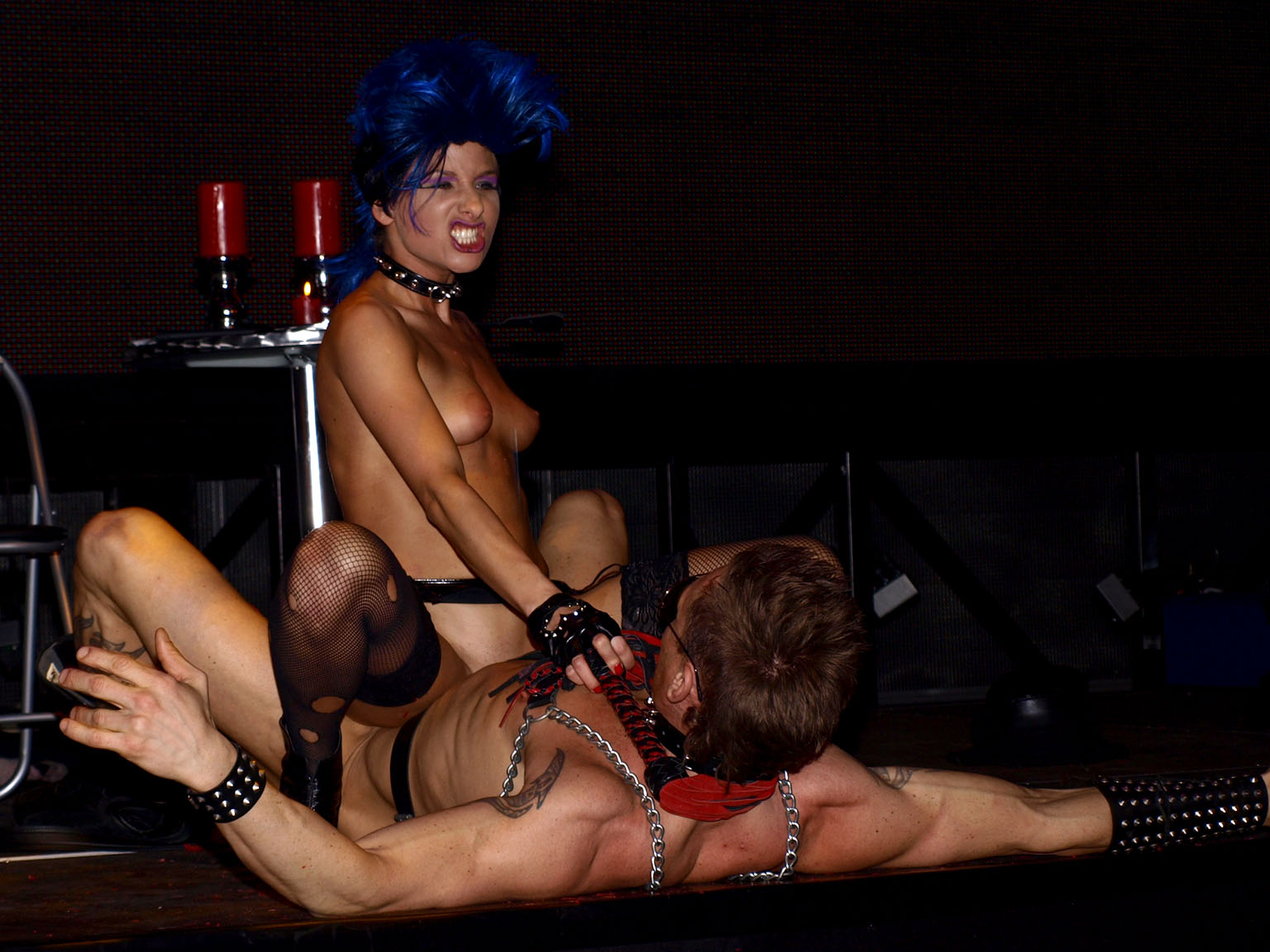
یک ارباب به همراه برده مذکرش در یک نمایشگاه جنسی در استرالیا.